# Parasemnus regalis
Parasemnus regalis là một loài bọ cánh cứng trong họ Cerambycidae.